# ГЕС П'є-де-Борн
ГЕС П'є-де-Борн (фр. Pied-de-Borne) — гідроелектростанція на південному сході Франції, споруджена на річці Chassezac (права притока Ardèche, яка в свою чергу є правою притокою Рони). Є найпотужнішою у складі каскаду Chassezac, в якому знаходиться між ГЕС Beyssac та ГЕС Lafigere.
Ресурс для роботи станції надходить по дериваційному тунелю із нижнього балансуючого резервуару ГЕС Beyssac, до якого окрім відпрацьованої на верхньому ступені води подається додатковий ресурс із:
- водосховища Villefort на річці l'Altier (ліва притока Chassezac), яке має об'єм 27,5 млн м3 та утримується арковою греблею висотою 70,5 метрів та довжиною 225 метрів. Окрім прямого стоку, до цього сховища також надходить ресурс із водозабору на Ruisseau-de-Palheres (ліва притока l'Altier);
- водосховища Roujanel на річці Borne (права притока Chassezac), яке має об'єм 5,3 млн м3 та утримується арковою греблею висотою 47 метрів та довжиною 212 метрів. Окрім прямого стоку, до цього сховища також надходить ресурс із водозабору на Ruisseau-de-Chamier (ліва притока Borne). Крім того, до дериваційного тунелю від Roujanel до балансуючого резервуару Beyssac подається вода із Ruisseau-de-Fustugeres (права притока Borne).
Машинний зал станції П'є-де-Борн розташований на правому березі річки Borne, за кілька сотень метрів від її впадіння у Chassezac. Він обладнаний двома турбінами типу Френсіс потужністю по 55 МВт, які працюють при напорі у 290 метрів.